# Allophylus poungouensis
Allophylus poungouensis är en kinesträdsväxtart som beskrevs av François Pellegrin. Allophylus poungouensis ingår i släktet Allophylus och familjen kinesträdsväxter. Inga underarter finns listade i Catalogue of Life.